# 咸镜南道 (韩国)
咸镜南道（：／ Hamgyeongnam do */?）是根据大韩民国法律划分的一个道，实际上由朝鲜民主主义人民共和国管辖。由于大韓民國憲法声称其为朝鲜半岛唯一合法的政权，因此在韩国官方出版的地图包括了该区域。该区域除了包括北韓咸镜南道外，还包括朝鮮两江道、慈江道和朝鲜江原道的部分地区。
咸镜北道属于以北五道之一，其事务归以北五道委员会管理。

## 人口
根据2008年的统计数据，该道的总人口有443万3,126人。

## 行政区划
韩国主张的咸镜南道行政区划共设3市、16郡。

### 市
- 咸兴市（함흥）
- 元山市（원산）
- 興南市（흥남）

### 郡
- 咸州郡（함주）
- 定平郡（정평）
- 永興郡（영흥）
- 高原郡（고원）
- 文川郡（문천）
- 安邊郡（안변）
- 洪原郡（홍원）
- 北青郡（북청）
- 利原郡（이원）
- 端川郡（단천）
- 新興郡（신흥）
- 長津郡（장진）
- 豐山郡（풍산）
- 三水郡（삼수）
- 甲山郡（갑산）
- 惠山郡（혜산）